# Brede IF
Brede IF er en dansk fodboldklub, der ligger på Bredebovej 2-4 i Kongens Lyngby.
Klubben blev grundlagt i 1920, og har blandt andre haft landsholdsspilleren Mikkel Beckmann i klubben.

## Klubbens tidlige historie
Brede Idrætsforening blev stiftet d. 20 august 1920 af Peter Petersen, der havde tidligere ligget en forening i Brede men ingen kilder nævner noget om den.
I 1922 blev klubben meldt ind i Nordre Birks Boldspil-Union. Det nævnes at "bane og omklædningsforhold altid har været sløje", ikke desto mindre var de farlige på hjemmebane, og tog en række titler op igennem 1920'erne og 1930'erne.
- 1. holdet vandt i 1930-31, pokalturneringen i 1930 og 1936.
- 2. holdet vandt i A- og B- rækken i 1923-24, 1926-7 og 1929-30.
- 1. junior vandt i 1927-28
- 2. junior vandt i 1924-26 og 1934-35.

Det nævnes at Brede IF forlod Nordre Birks Boldspil-Union i sæsonen 1933-34 til fordel for D. A. I. F. men vendte tilbage igen i 1934, og siden kæmpede 1.holdet sig op i SBU's oprykningsrække. 